# Mattencloitové

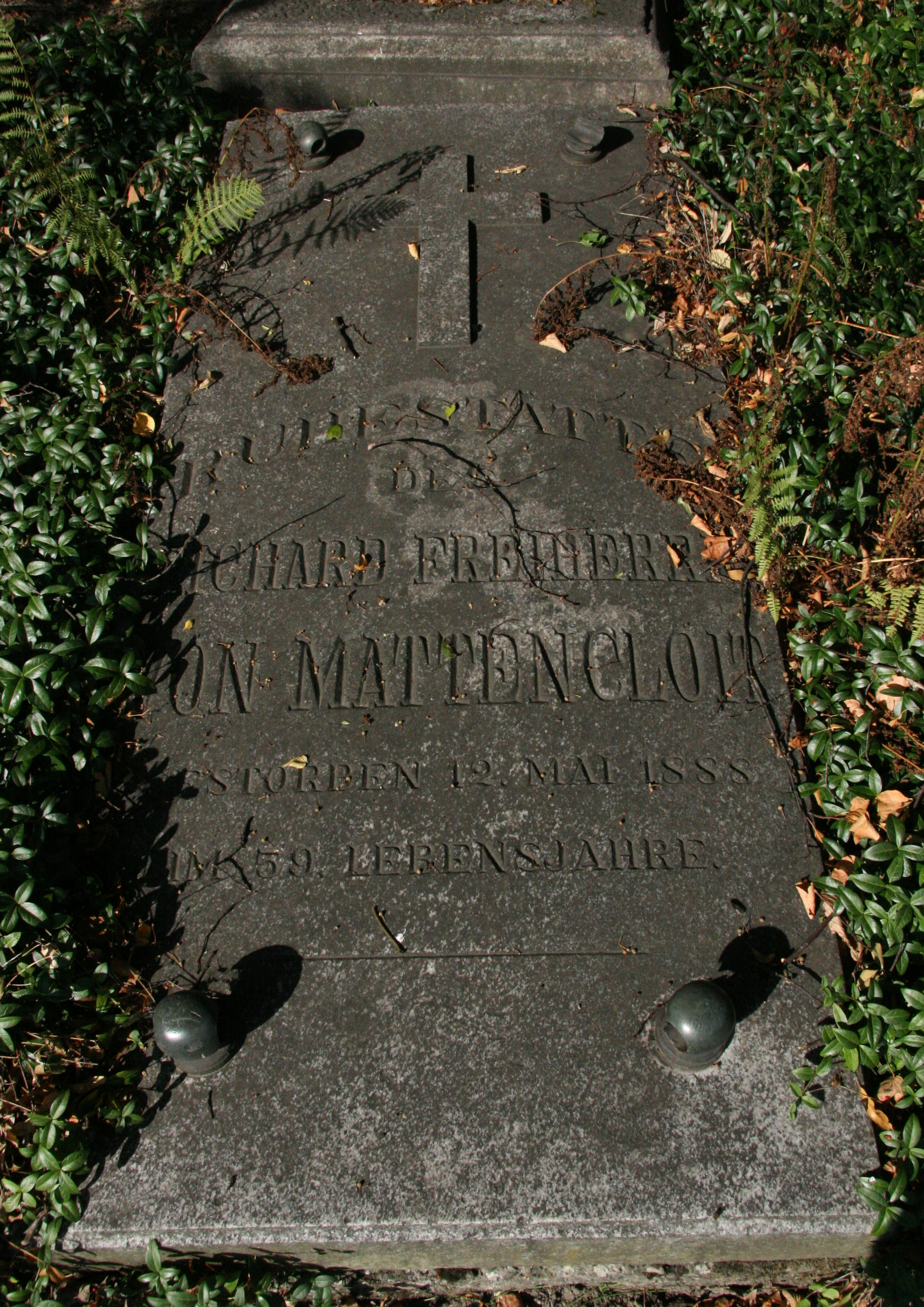
Náhrobek Richarda z Mattencloitu v Orlové

Mattencloitové byli šlechtický rod původem z Kleve. V 17. století jim byl udělen český inkolát a rytířský stav. V roce 1732 získal člen rodu šlechtický titul svobodných pánů.

## Historie
Český inkolát a rytířský stav získal v roce 1689 Bartoloměj Gottfried Mattencloit, který byl komorním radou ve Slezsku. Český stav svobodných pánů získal jeho syn František Ludvík Mattencloit (1693 - 1768), který byl apelačním radou v Praze a vládním radou Lehnického knížectví. Příslušníci tohoto rodu žili v Čechách, ve Slezsku a v Uhrách. Vlastnili některé menší statky jako např. Pyšely, Slezské Pavlovice, Doubravu, Dolní Žibřidovice či Horní Domaslavice. V roce 1822 objevil Anton von Mattencloit na svém panství Doubrava uhlí na kopci Viderholec, toto datum je považováno za vznik dolu Doubrava. Člen rodu baron Richard von Mattencloit (1862–1925) převzal navíc příjmení po své matce baronce Gabriele Ubelliové ze Siegburgu (1838–1910), takže nakonec rod používal jména Mattencloit-Ubelli.

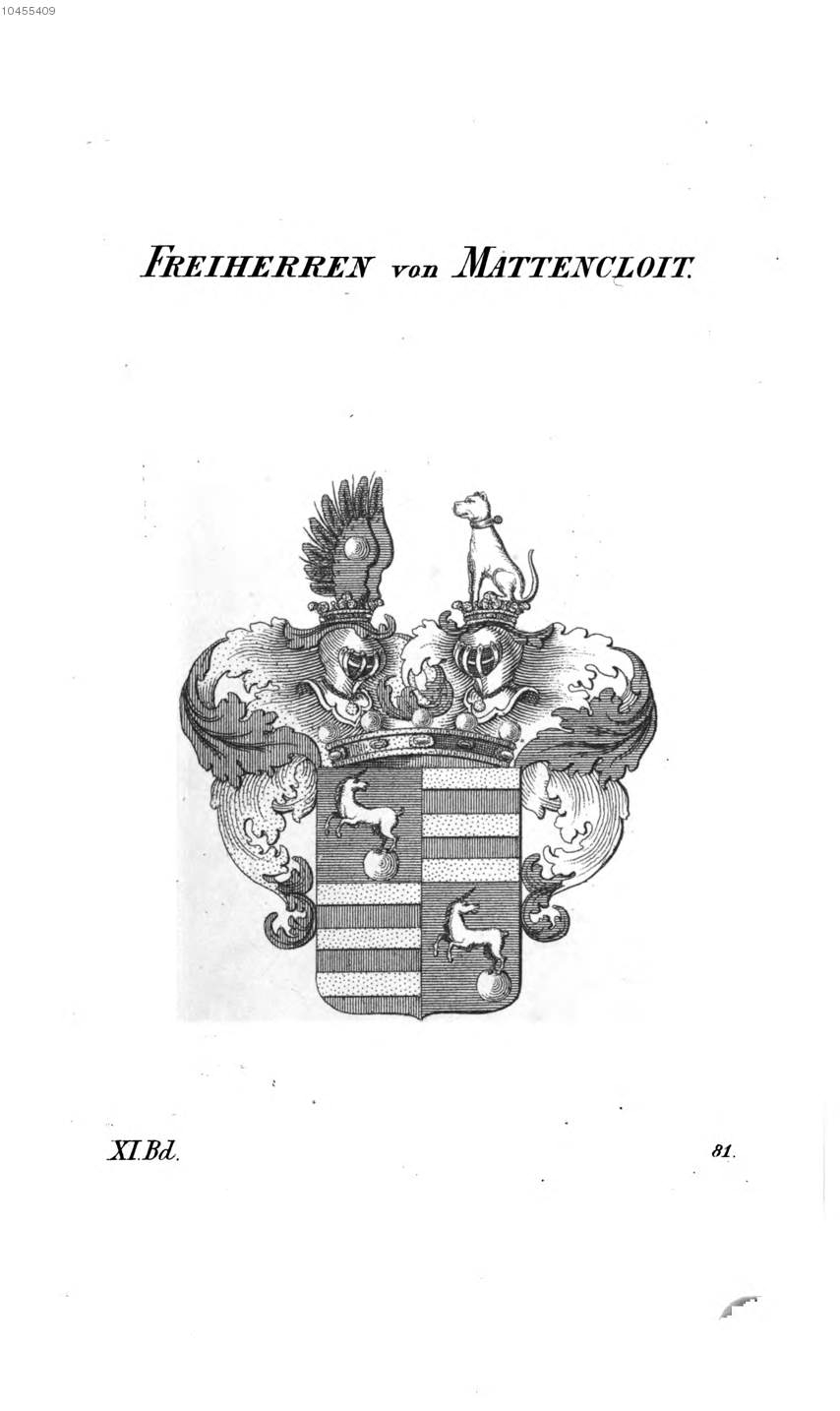
erb rodu Mattencloit